# Pål Golberg
Pål Golberg (Gol, 16 juli 1990) is een Noorse langlaufer. Hij vertegenwoordigde zijn vaderland op de Olympische Winterspelen 2014 in Sotsji en op de Olympische Winterspelen 2018 in Pyeongchang.

## Carrière
Golberg maakte zijn wereldbekerdebuut in maart 2010 in Drammen. In december 2010 scoorde de Noor in Düsseldorf zijn eerste wereldbekerpunten, vier maanden later stond hij voor de eerste keer in zijn carrière op het podium van een wereldbekerwedstrijd. Op de wereldkampioenschappen langlaufen 2013 in Val di Fiemme eindigde Golberg als vijfde op de sprint, op het onderdeel teamsprint eindigde hij samen met Petter Northug op de elfde plaats. Op 7 december 2013 boekte de Noor in Lillehammer zijn eerste wereldbekerzege. In Sotsji nam hij deel aan de Olympische Winterspelen van 2014. Op dit toernooi eindigde hij als achttiende op de 15 kilometer klassieke stijl.
Tijdens de Olympische Winterspelen van 2018 in Pyeongchang eindigde Golberg als vierde op de sprint.
Op de wereldkampioenschappen langlaufen 2021 in Oberstdorf eindigde hij als achtste op de zowel de sprint als de 50 kilometer klassieke stijl. Op de estafette veroverde hij samen met Emil Iversen, Hans Christer Holund en Johannes Høsflot Klæbo de wereldtitel.

## Resultaten

### Olympische Spelen
| Jaar | Plaats      | Resultaten                  |
| ---- | ----------- | --------------------------- |
| 2014 | Sotsji      | 19e 15 km klassieke stijl   |
| 2018 | Pyeongchang | 4e Sprint (klassieke stijl) |

### Wereldkampioenschappen
| Jaar | Plaats        | Resultaten                                                                 |
| ---- | ------------- | -------------------------------------------------------------------------- |
| 2013 | Val di Fiemme | 5e Sprint (klassieke stijl) 11e Teamsprint (vrije stijl)                   |
| 2021 | Oberstdorf    | 8e Sprint (klassieke stijl) · 8e 50 km klassieke stijl · 4×10 km estafette |

### Wereldbeker
| Legenda | Legenda            |
| ------- | ------------------ |
| TdS     | Tour de Ski        |
| NO      | Nordic Opening     |
| LT      | Lillehammer Triple |
| RT      | Ruka Triple        |
| WBF     | Wereldbekerfinale  |
| STC     | Ski Tour Canada    |
| ST      | Ski Tour           |

Eindklasseringen
| Seizoen   | Algm  | DI  | SP    | TdS |
| --------- | ----- | --- | ----- | --- |
| 2010/2011 | 63e   | –   | 24e   | –   |
| 2011/2012 | 37e   | 88e | 9e    | –   |
| 2012/2013 | 21e   | 39e | 15e   | –   |
| 2013/2014 | 9e    | 11e | 9e    | –   |
| 2014/2015 | 18e   | 45e | 10e   | –   |
| 2015/2016 | 75e   | –   | 36e   | –   |
| 2016/2017 | 20e   | 35e | 6e    | –   |
| 2017/2018 | 34e   | 72e | 13e   | –   |
| 2018/2019 | 43e   | 66e | 21e   | –   |
| 2019/2020 | Brons | 10e | Brons | 6e  |
| 2020/2021 | 19e   | 11e | 42e   | –   |

Wereldbekerzeges individueel
| Nr. | Datum            | Plaats        | Onderdeel                                |
| --- | ---------------- | ------------- | ---------------------------------------- |
| 1.  | 7 december 2013  | Lillehammer   | 15 km klassieke stijl                    |
| 2.  | 1 maart 2014     | Lahti         | Sprint (vrije stijl)                     |
| 3.  | 5 december 2014  | Lillehammer   | Sprint (vrije stijl)                     |
| 4.  | 26 november 2016 | Kuusamo       | Sprint (klassieke stijl)                 |
| 5.  | 8 februari 2020  | Falun         | Sprint (klassieke stijl)                 |
| 6.  | 16 februari 2020 | Östersund     | 15 km klassieke stijl (handicapstart) ST |
| 7.  | 23 februari 2020 | Ski Tour 2020 | Ski Tour 2020                            |
| 8.  | 4 december 2022  | Lillehammer   | 20 km klassieke stijl (massastart)       |
| 9.  | 10 december 2022 | Beitostølen   | 10 km klassieke stijl                    |

Wereldbekerzeges team
| Nr. | Datum           | Plaats | Onderdeel            | Teamgenoten              |
| --- | --------------- | ------ | -------------------- | ------------------------ |
| 1.  | 1 maart 2020    | Lahti  | 4 × 7,5 km estafette | Holund / Røthe / Klæbo   |
| 2.  | 24 januari 2021 | Lahti  | 4 × 7,5 km estafette | Iversen / Røthe / Krüger |

### Marathons
Overige marathonzeges
| Nr. | Datum         | Plaats         | Marathon     | Onderdeel                      |
| --- | ------------- | -------------- | ------------ | ------------------------------ |
| 1.  | 22 april 2023 | Finse–Ustaoset | Skarverennet | 37 km vrije stijl (massastart) |